# How Can I Keep from Singing?
How Can I Keep from Singing? è una canzone della cantante e musicista irlandese Enya, pubblicata nel 1991 come secondo singolo estratto dall'album Shepherd Moons.
La canzone è stata scritta da Enya e Roma Ryan e prodotta da Nicky Ryan.

## Tracce
7" Single (WEA YX 635 [de] / EAN 0090317609270)
1. How Can I Keep From Singing? - 4:22
2. Oíche chiún (Silent Night) - 3:44

## Classifiche
| Paese       | Posizione |
| ----------- | --------- |
| Svezia      | 29        |
| Regno Unito | 32        |
| Australia   | 47        |
| Irlanda     | 19        |